# کنگره ایالات متحده آمریکا

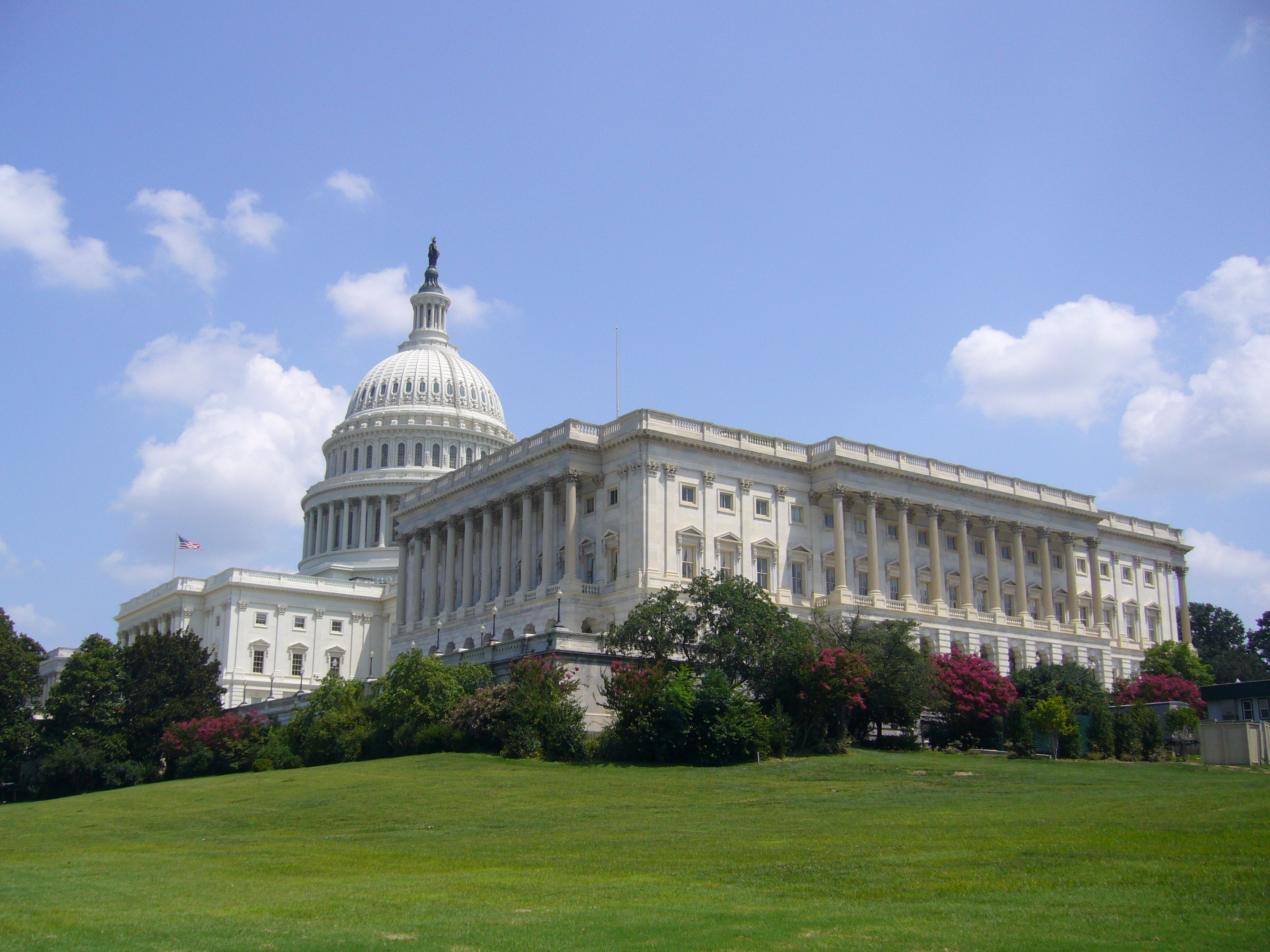
ساختمان کاپیتول محل استقرار کنگرهٔ ایالات متحدهٔ آمریکا است.

کنگرهٔ ایالات متحدهٔ آمریکا (به انگلیسی: United States Congress) قوه مقننه حکومت فدرال ایالات متحده آمریکا است که دارای ساختاری دومجلسی شامل مجلس سنا و مجلس نمایندگان است. هم‌اکنون صد و هفدهمین کنگره ایالات متحده آمریکا رسمیت دارد.
محل برگزاری جلسات کنگره در ساختمان کاپیتول (کاخ کنگره) در واشینگتن، دی.سی. است. تأسیس کنگره به سال ۱۷۷۴، یعنی دو سال قبل از استقلال آمریکا بازمی‌گردد.
کنگره محلی است که جلسات مجلس نمایندگان ایالات متحده آمریکا و نیز مجلس سنای ایالات متحده آمریکا در آن تشکیل می‌شود.
وظیفهٔ قانون‌گذاری بر اساس قانون اساسی ایالات متحدهٔ آمریکا بر عهدهٔ نمایندگان کنگره است و هر قانونی برای تصویب، نیاز به تأیید هر دو مجلس دارد.

## مقدمه

نشان رسمی کنگرهٔ ایالات متحدهٔ آمریکا

قانون اساسی ایالات متحده آمریکا با تشریح و توصیف عملکرد و قدرت نهاد قانون‌گذاری آغاز می‌شود و از همین رو می‌توان به اهمیت و نقش این نهاد در بین تدوین‌کنندگان قانون اساسی آمریکا پی برد.
بنیانگذاران آمریکا با انتشار اعلامیه استقلال ایالات متحده آمریکا از امپراتوری بریتانیا، کشوری را بنیان گذاشتند که در آن حق رأی مردم و تعیین نمایندگانی برای اداره کشور مهم‌ترین خواست عمومی به‌شمار می‌آمد. سالیان طولانی سلطه حاکمان انگلیسی، گرایش به آزادی و دموکراسی را در میان مهاجرین سفیدپوست و عمدتاً انگلیسی‌تبار تقویت کرده بود. پدران استقلال آمریکا برای حفاظت و حراست از این خواست عمومی، کنگره نمایندگان را شکل دادند تا به آرمان «حکومت مردم بر مردم و برای مردم» جامه عمل بپوشانند.
بخش اول فصل اول قانون اساسی تصریح می‌کند:
تمام قدرت قانونگذاری در کنگرهٔ ایالات متحده تمرکز خواهد یافت که از سنا و مجلس نمایندگان تشکیل خواهد شد.
بدین ترتیب مهم‌ترین وظیفه که در عین حال وظیفه انحصاری نیز به‌شمار می‌آید، برای کنگره ترسیم شد که همانا وظیفه قانونگذاری است.
قانونگذاری در ایالات متحده آمریکا انحصاراً در اختیار کنگرهٔ ایالات متحده آمریکا است و رئیس‌جمهور ایالات متحده آمریکا حق دخالت در فرایند قانونگذاری را ندارد. نظارت نیز از طریق تأیید مسولان بلندپایه دولت و روند استیضاح در ایالات متحده آمریکا تحقق می‌یابد. در ایالات متحده آمریکا هیچ نهادی حق انحلال کنگره را ندارد در حالی که در برخی نظام‌های حکومتی، نخست‌وزیر، رئیس‌جمهور یا رهبر از اختیار انحلال پارلمان و برگزاری انتخابات زودهنگام برخوردار است.
انتخابات کنگره ایالات متحده آمریکا (گاهی به صورت انتخابات میان‌دوره‌ای) هر دو سال یک بار و در ماه ژانویهٔ سال‌های میلادی زوج مانند ۲۰۱۶، ۲۰۱۸ و ۲۰۲۰ برگزار می‌شود.

## تاریخچه کنگره

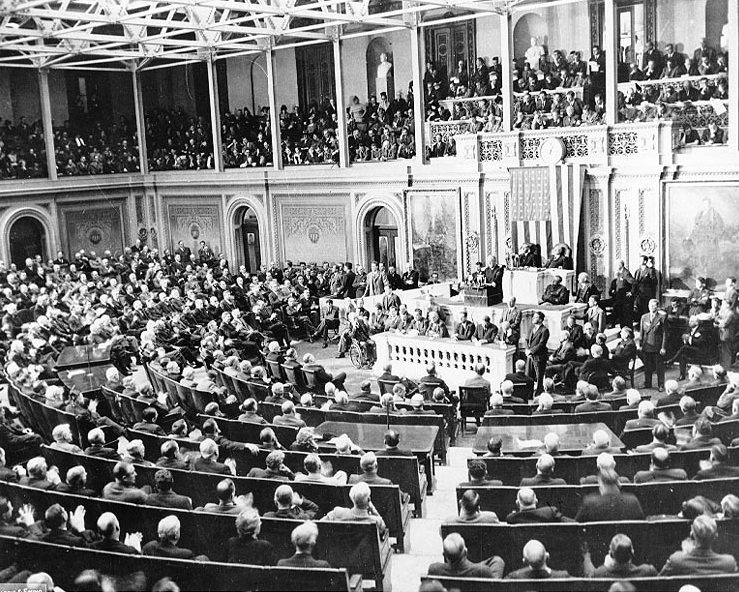
کنگره در سال ۱۹۱۴

تعیین نظام قانونگذاری دو مجلسی در ایالات متحده آمریکا ریشه در دوران پیش از استقلال دارد. در دوران حاکمیت لندن بر مستعمرات سیزده‌گانه، امپراتوری بریتانیا دارای دو مجلس اعیان و عوام بود و همین الگو نیز توسط دولت‌های ایالتی در سرزمین‌های جدید به مرحله اجرا گذاشته شد. تا پیش از آغاز جنگ استقلال، از ۱۳ مستعمرهٔ انگلیسی ۱۱ ایالت با دو مجلس اداره می‌شد. این مستعمره‌ها پس از کسب استقلال همین سیستم قانونگذاری را در پیش گرفتند و نظام دو مجلسی را در قانون اساسی ایالات متحده آمریکا به‌وجود آوردند. البته ضرورت‌های محلی در سرزمین آمریکا، تشکیل دو مجلس را در این کشور نوپا تقویت کرد.
هنگامی که نمایندگان ایالت‌ها در کنگره قاره‌ای در شهر فیلادلفیا در سال ۱۷۷۶ جمع شدند، در خصوص تعیین نمایندگان هر ایالت در نهاد قانونگذاری اختلاف نظر شدید بروز کرد و ایالت‌ها تا سرحد جدایی از یکدیگر پیش رفتند. ایالت‌های پرجمعیت و عمدتاً شمالی خواستار تشکیل یک مجلس برمبنای تعداد جمعیت هر ایالت بودند در حالی که ایالت‌های کم جمعیت به دلیل نگرانی از اعمال سلطهٔ ایالت‌های پرجمعیت در نهاد قانونگذاری، از نظریه برابری تعداد نمایندگان ایالت‌ها بدون احتساب جمعیت آنان طرفداری می‌کردند. در ابتدا چنین به نظر می‌رسید که راه حلی برای خروج از بن‌بست مذاکرات وجود ندارد چرا که علی‌رغم وحدت نظر میان ایالت‌ها برای مبارزه با دشمن خارجی، ایالت‌ها با یکدیگر رقابت‌های شدید و دیرینه نیز داشتند. پس از مذاکرات فشرده سرانجام نماینده ایالت مریلند راه حل بینابینی را پیشنهاد کرد. در این پیشنهاد، نهاد قانونگذاری از دو مجلس تشکیل می‌یافت که در آن نمایندگان مجلس نمایندگان ایالات متحده آمریکا برحسب جمعیت هر ایالت انتخاب می‌شدند و از هر ایالت ۲ نفر نیز به‌طور مساوی به مجلس سنای ایالات متحده آمریکا راه می‌یافتند. تصویب قوانین نیز توسط هر دو مجلس صورت می‌گرفت و ایالت‌های کوچک‌تر و کم جمعیت تر می‌توانستند به اندازهٔ ایالت‌های بزرگ‌تر بر روند تصمیم‌گیری تأثیر بگذارند.
نخستین کنگره ایالات متحده آمریکا بر اساس قانون اساسی، درتاریخ ۴ مارس ۱۷۸۹ در ساختمان فدرال هال نیویورک افتتاح شد. تا آن تاریخ تنها ۱۰ ایالت از ۱۳ ایالت قانون اساسی را در مجلس قانونگذاری خود تصویب کرده بودند. از این رو اعضاء نخستین کنگره شامل ۵۹ نمایندهٔ مجلس نمایندگان ایالات متحده آمریکا و ۲۰ سناتور بود. با افزایش تدریجی تعداد ایالت‌ها طی ۲۲۰ سال گذشته شمار نمایندگان کنگره نیز رو به افزایش گذاشت تا اینکه هم‌اکنون تعداد نمایندگان مجلس نمایندگان به ۴۳۵ نفر و تعداد نمایندگان مجلس سنای ایالات متحده آمریکا به ۱۰۰ نفر رسیده‌است.
ژانت رنکین (به انگلیسی: Jeannette Rankin) در سال ۱۹۱۷ نخستین زن آمریکایی بود که به‌عنوان نمایندهٔ یک ایالت (ایالت مونتانا) پای به کنگرهٔ ایالات متحدهٔ آمریکا گذاشت.

## زمان تشکیل جلسات کنگره

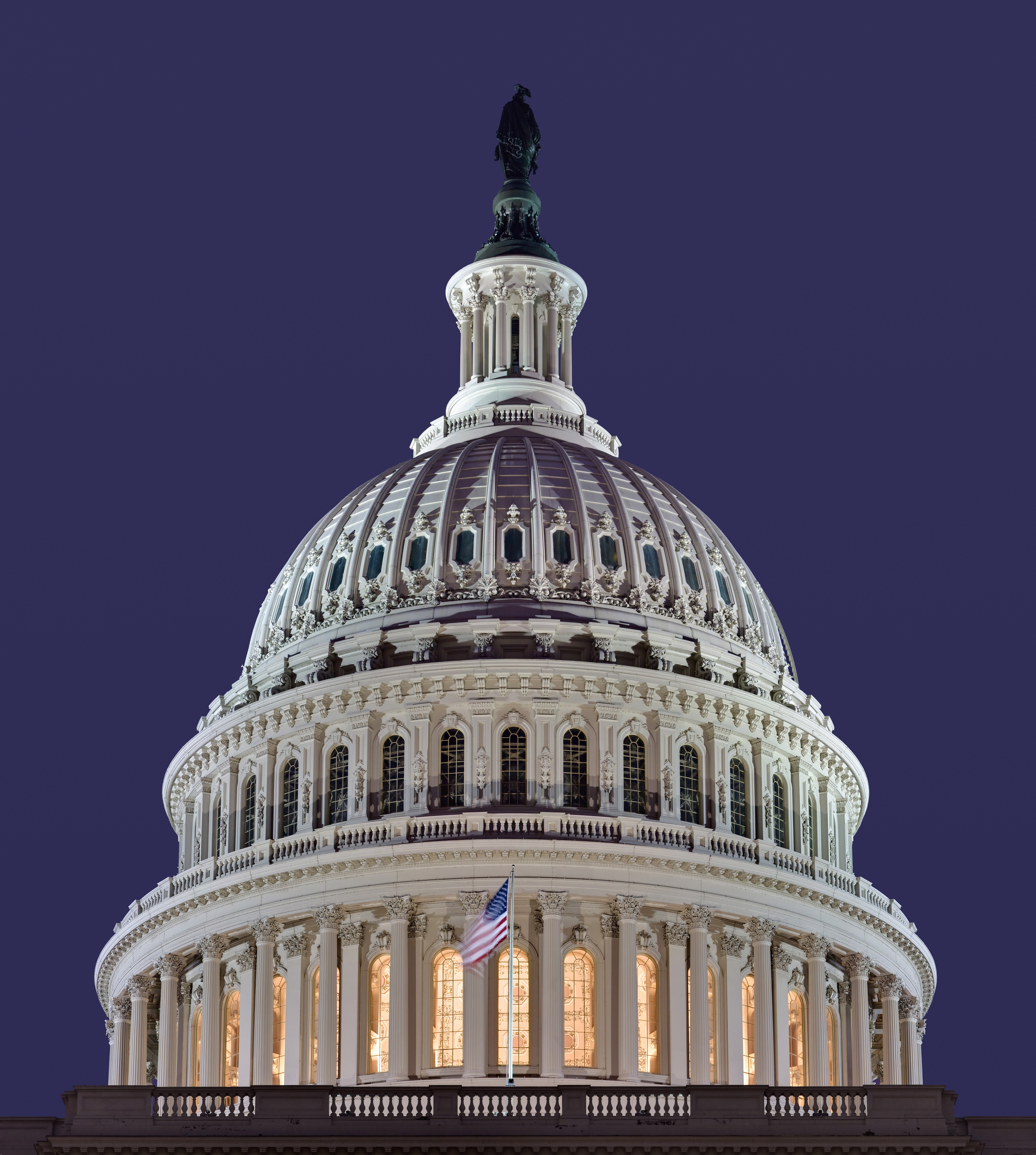
گنبد ساختمان کاپیتول

مجالس نمایندگان و سنا هر یک جداگانه تشکیل می‌شوند و به وظایف خاص خود می‌پردازند. این دو مجلس در یک روز مشخص جلسه مشترک برگزار می‌کنند که به آن جلسهٔ ”کنگره” می‌گویند. در متن قانون اساسی مصوب سال ۱۷۸۹، تشکیل جلسه سالیانه کنگره، اولین دوشنبه ماه دسامبر تعیین شده بود. اما در اصلاحیهٔ بیستم مصوب سال ۱۹۳۳ این تاریخ تغییر کرد. اکنون زمان تشکیل کنگره ظهر سومین روز ماه ژانویه است.
یکی از ویژگی‌های نظام پارلمانی در ایالات متحده آمریکا فقدان وجود انضباط قوی حزبی در جریان تصمیم‌گیری است. برخلاف کشورهای اروپایی که احزاب در پارلمان به شکل کاملاً منسجم و یکدست رأی می‌دهند، در ایالات متحده دیده می‌شود که برخی از نمایندگان خلاف مواضع حزب خود تصمیم می‌گیرند. به‌عنوان مثال، در سال ۱۹۹۷، تنها ۵۰ درصد از قوانین بر اساس گرایش‌های حزبی به تصویب رسید و ۵۰ درصد دیگر، با آرای هر دو حزب به تأیید نمایندگان رسید. در همان سال مشخص شد که تنها ۸۲ درصد از نمایندگان دموکرات مجلس نمایندگان و ۸۸ درصد نمایندگان جمهوری‌خواه به قوانین موردنظر احزاب خود رأی مثبت داده‌اند.

## ساختار اجرایی کنگرهٔ ایالات متحدهٔ آمریکا
کنگرهٔ ایالات متحدهٔ آمریکا از دو مجلس، یکی مجلس نمایندگان ایالات متحده آمریکا با ۴۳۵ عضو و دیگری مجلس سنای ایالات متحده آمریکا با ۱۰۰ عضو تشکیل شده‌است که به صورت مشترک به امر قانون‌گذاری مشغول هستند. علاوه بر این دو مجلس، کنگره چهار نوع کمیتهٔ دیگر نیز دارد که عبارت‌اند از:
- کمیته‌های اصلی کنگره ایالات متحده آمریکا
- کمیته‌های فرعی کنگره ایالات متحده آمریکا
- کمیته‌های مشترک کنگره ایالات متحده آمریکا
- کمیته کنفرانس کنگره ایالات متحده آمریکا

## فرایند قانون‌گذاری

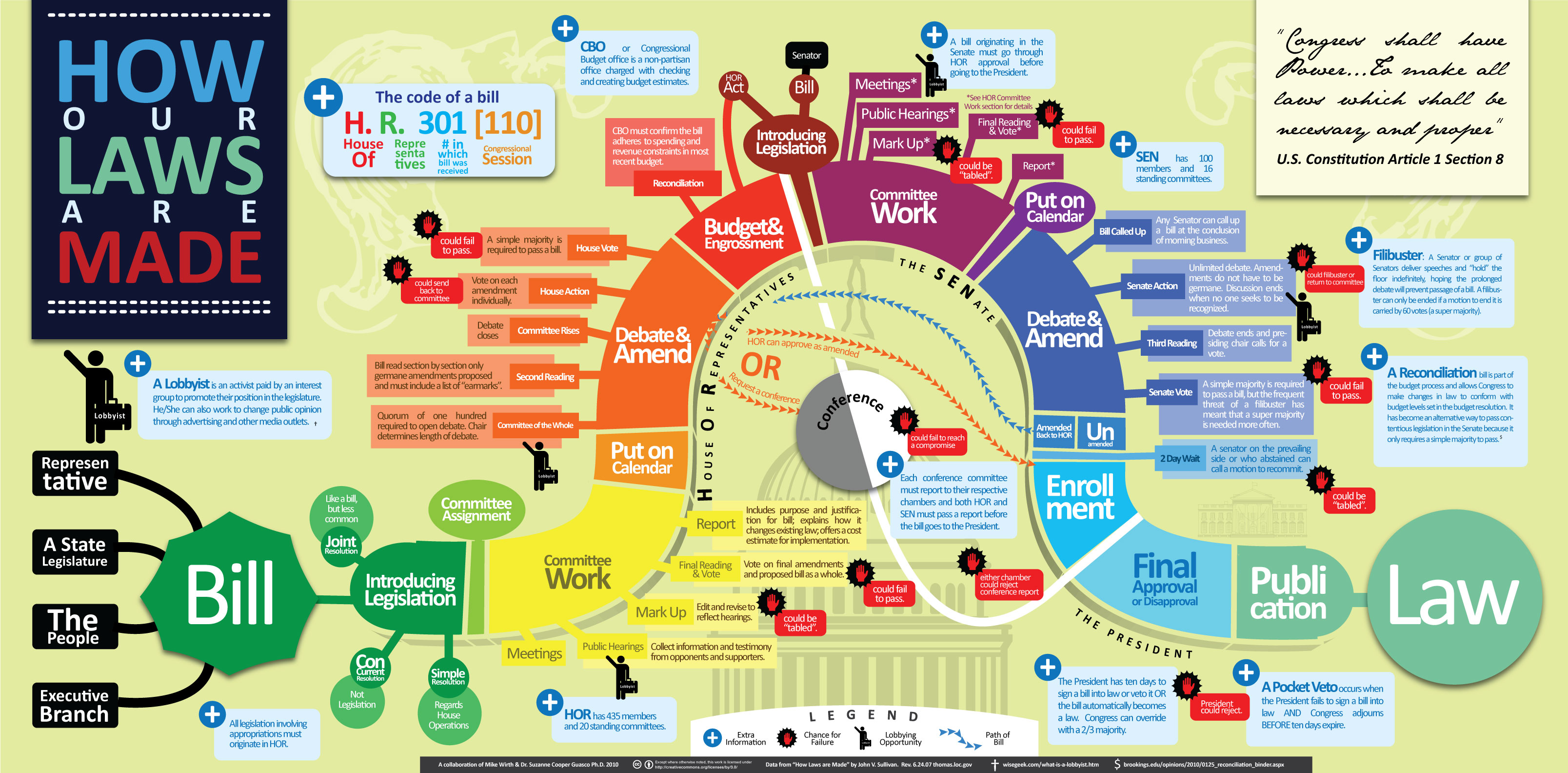
نحوهٔ تصویب یک قانون فدرال در آمریکا

در کنگرهٔ آمریکا، کلمهٔ «لایحه»، معنای «طرح» (در مجلس ایران) را هم می‌دهد. درواقع، به طرح‌ها هم لایحه می‌گویند.
قوانین جدید باید به تصویب هر دو مجلس و سپس به امضای رئیس‌جمهور آمریکا نیز برسد. به جز قوانین مربوط به درآمد دولت که تنها مجلس نمایندگان صلاحیت رسیدگی به آن را دارد و تأیید صلاحیت نامزدان ریاست‌جمهوری و تصویب معاهدات که تنها سنا صلاحیت رسیدگی به آن را دارد، در بقیهٔ موارد، لوایح جهت تبدیل شدن به قانون، باید اکثریت هر دو مجلس را به‌دست‌آورند.
در این راستا، وظایف مربوط به قانونگذاری کنگره، به چهار بخش تقسیم می‌شود:
- لایحه
- قطعنامه‌های مشترک
- قطعنامه‌های همزمان
- قطعنامه‌های ساده

قطعنامه‌ها الزام‌آور نیستند ولی بستر روانی لازم برای تصویب قوانین را فراهم می‌کنند.
فرایند پیچیدهٔ قانون‌گذاری در کنگرهٔ آمریکا، شامل هشت مرحلهٔ زیر است:

### مرحلهٔ اول: تهیه و نگارش پیش نویس لایحه
حامیان یک لایحه به دو بخش طراحان لایحه و قانون‌گذاران لایحه تقسیم می‌شوند. در اغلب موارد، نمایندگانی پیش‌نویس یک لایحه را امضا می‌کنند که دارای سوابق درخشان نمایندگی یا مسئولیت‌های اجرایی یا پارلمانی هستند. زیرا نفوذ بیشتری دارند و می‌توانند سناتورها و نمایندگان دیگری را هم برای همراهی خود جذب کنند.

### مرحلهٔ دوم: ارجاع پیش‌نویس لایحه به کمیته‌های دائمی
در مرحلهٔ دوم، لایحه جهت بررسی‌های تخصصی و تضارب فکری وارد کمیته‌های دائمی می‌شود. معمولاً پس از ارجاع پیش‌نویس لایحه‌ای به یکی از کمیته‌ها، چهار مرحلهٔ زیر برای تصویب آن لایحه در داخل کمیته صورت می‌گیرد:
1. مکاتبه با دستگاه‌های اجرایی جهت کسب نظر آنها
2. برگزاری جلسات استماع در داخل کمیته جهت بهره‌گیری از نظرات کارشناسان و نمایندگان خارج از کمیته
3. یک جلسهٔ ملاقات (جلسهٔ اصلی کمیته) جهت بررسی و تصویب لایحه
4. ارجاع به مجلس سنا یا نمایندگان جهت تصویب نهایی

در پایان بررسی لوایح در کمیته‌ها، یکی از سه سرنوشت زیر برای لوایح متصور است:
- موافقت نمایندگان کمیتهٔ دائمی و اصلی با لایحه
- مخالفت نمایندگان کمیتهٔ دائمی و اصلی با لایحه
- مسکوت ماندن لایحه در کمیته

### مرحلهٔ سوم: ارجاع لایحه از کمیتهٔ دائمی به صحن مجلس بررسی‌کننده
در صورت موافقت اکثریت اعضای کمیتهٔ دائمی، لایحه جهت تصویب نهایی به صحن مجلس بررسی‌کننده می‌رود. لوایح بر اساس ترتیب درخواست، مورد بررسی قرار نمی‌گیرند. البته ممکن است که لوایح به‌طور مستقیم و بدون رفتن به کمیته‌ها، راهی صحن شوند. چون این رهبر نمایندگان حزب اکثریت است که تصمیم می‌گیرد کدام لایحه مورد بررسی واقع شود.
در مجلس سنا رأی‌گیری به صورت شفاهی انجام می‌گیرد و در مواقع لازم، رأی‌گیری ضبط هم می‌شود. برخلاف مجلس نمایندگان، مجلس سنا سیستم رأی‌گیری الکترونیکی ندارد.
هر گاه حزب رئیس‌جمهور و حزب اکثریت اعضای کنگره یکی نباشد، رئیس مجلس نمایندگان، علاوه بر انجام وظایف خویش و رهبری حزب اکثریت، سخنگوی حزب اقلیت نیز می‌باشد. سازماندهی سیاست‌های هر حزب، از جمله حزب اقلیت، بر عهدهٔ رهبر خودش است.

### مرحلهٔ چهارم: ارجاع مصوبهٔ نهایی اولین مجلس بررسی‌کننده به مجلس بررسی‌کنندهٔ دوم
پس از تصویب لایحه در مجلس بررسی‌کنندهٔ اول، مرحلهٔ دیگر، راهی شدن لایحه به مجلس دوم است تا در کمیته‌های آن مجلس نیز مورد ارزیابی قرار گیرد. پس از طی مراحل بررسی در مجلس دوم، از جمله تکرار مرحلهٔ سوم، لایحه به صحن می‌رود. در نهایت، سه حالت برای لایحه در پایان بررسی در مجلس دوم متصور است:
- موافقتِ کامل با لایحهٔ مجلس اول
- مخالفت کامل با لایحهٔ مجلس اول
- موافقت مشروط با لایحهٔ مجلس اول

منظور از موافقت مشروط، این است که مجلس دوم اعلام می‌دارد که در صورتی که تغییرات مد نظرش در لایحه اعمال شود، آن را قبول خواهد کرد. در این حالت، مرحلهٔ پنج رخ خواهد داد؛ ولی اگر مجلس دوم هم به‌طور کامل با لایحهٔ مجلس اول موافقت کند، مرحلهٔ هشتم رخ می‌نمایاند.

### مرحلهٔ پنجم: ارجاع لایحهٔ مجلس سنا و نمایندگان به یک کمیتهٔ کنفرانس
در صورت وجود مغایرت بین مصوبهٔ مجلس سنا با نمایندگان (که با موافقت مشروط مجلس دوم با لایحهٔ مجلس اول صورت می‌گیرد)، هر دو مصوبه جهت همسان‌سازی و یکسان‌سازی و رسیدن به یک لایحهٔ واحد، به یک کمیتهٔ کنفرانس، ارجاع می‌شود. نام دیگر کمیتهٔ کنفرانس، کمیتهٔ مصالحه است.
اعضای کمیتهٔ کنفرانس، از نمایندگان و سناتورهای با سابقهٔ هر دو مجلس تشکیل می‌شود. درصورت مصالحه، مرحلهٔ ششم صورت می‌گیرد.

### مرحلهٔ ششم: ارجاع لایحهٔ مصوب کمیتهٔ کنفرانس به صحن مجلس نمایندگان و سنا
کمیتهٔ کنفرانس، لایحهٔ نهایی که شامل توصیه‌هایی به هر دو مجلس است را طراحی کرده و به مجلسین می‌فرستد تا مورد رأی‌گیری واقع شود. در این حالت، نمایندگان و سناتورها فقط حق دارند با لایحهٔ کمیتهٔ کنفرانس، موافقت یا مخالفت نمایند و نمی‌توانند این لایحه را اصلاح کنند. غالباً لایحهٔ کمیتهٔ کنفرانس مورد تصویب هر دو مجلس واقع می‌شود. در این صورت به مرحلهٔ هفتم می‌رسیم. در غیر اینصورت، لایحه مجدداً به کمیتهٔ کنفرانس ارجاع می‌شود.

### مرحلهٔ هفتم: ثبت لایحهٔ نهایی شده در دفتر چاپ دولت
پس از تصویب لایحه توسط هر دو مجلس، مصوبه جهت ثبت، به دفتر چاپ دولت ارسال می‌گردد.

### مرحلهٔ هشتم: ارسال لایحه به حضور رئیس‌جمهور
پس از ثبت لایحه در دفتر چاپ دولت، رئیس‌جمهور ده روز فرصت دارد که مصوبهٔ مجلسین را تأیید یا رد کند.

#### الف) موافقت با مصوبهٔ کنگره (در فرصت ده روزه)
در این صورت، رئیس‌جمهور مصوبه را توشیح می‌کند و مصوبه تبدیل به قانون می‌شود و به ادارهٔ ثبت و بایگانی ملی ایالات متحده جهت مستندسازی، ثبت و انتشار ارجاع می‌شود.

#### ب) مخالفت با مصوبهٔ کنگره (در فرصت ده‌روزه)
رئیس‌جمهور در صورت مخالفت با مصوبهٔ کنگره، می‌تواند از دو اهرم زیر برای رد آن استفاده کند:

##### وتوی قانونی
در این صورت، مصوبه از طرف رئیس‌جمهور رد شده و با ذکر دلیل به کنگره مسترد می‌گردد. پس از آن، مخالفت رئیس‌جمهور در نشریهٔ کنگره منتشر می‌گردد و بعد به یکی از مجلسین فرستاده می‌شود و در بارهٔ آن رأی‌گیری می‌گردد. اگر مجلس اول، بر نظر کنگره پا فشاری کند و با حداقل دوسوم آرا به وتوی رئیس‌جمهور، رأی نه بگوید، وتوی رئیس‌جمهور وتو می‌شود و طرح به مجلس دوم فرستاده می‌شود و اگر مجلس دوم هم با حداقل دوسوم آرا وتوی رئیس‌جمهور را وتو کند، مصوبه تبدیل به قانون می‌شود. در صورتی که یکی از مجلسین، نتواند رأی حداقل دوسوم را به دست بیاورد، لایحه از دستور کار خارج می‌شود و به قانون تبدیل نمی‌شود.
اگر در مرحلهٔ ششم، هر دو مجلس با حداقل دوسوم آرا لایحه‌ای را تصویب کنند، نیازی به توشیح رئیس‌جمهور ندارند و رئیس‌جمهور هم نمی‌تواند مصوبهٔ کنگره را رد کند و لایحه تبدیل به قانون می‌شود.

##### وتوی تأخیری
وتوی تأخیری یا وتوی جیبی، اهرم دیگر رئیس‌جمهور برای رد مصوبهٔ کنگره است. وتوی تأخیری زمانی رخ می‌دهد که در فرصت ده‌روزهٔ رئیس‌جمهور، عمر کنگرهٔ فعلی به پایان می‌رسد و درصورت وتوی قانون توسط رئیس‌جمهور، کنگره فرصت رأی‌گیری برای وتوی نظر رئیس‌جمهور را نخواهد داشت؛ بنابراین، رئیس‌جمهور مصوبهٔ کنگره را نه رد می‌کند و نه توشیح؛ پس سکوت می‌کند. به این نوع وتو، وتوی تأخیری می‌گویند.
فرق وتوی تأخیری با وتوی قانونی این است که در وتوی تأخیری، کنگرهٔ بعدی دیگر نمی‌تواند وتوی رئیس‌جمهور را وتو کند؛ زیرا طبق قوانین کنگره، اگر کنگره نتواند در طول حیات خود، لایحه‌ای را به تصویب برساند، با تشکیل کنگرهٔ بعدی، آن لایحه از دستور کار کنگره خارج می‌شود. اگر نمایندگان کنگرهٔ جدید بخواهند آن لایحه را دوباره به تصویب برسانند، باید مجدداً از اول فرایند قانون‌گذاری را طی کنند؛ و چه بسا در کنگرهٔ بعدی لایحهٔ مزبور به تصویب نرسد.
منظور از زمان مرگ کنگره این است که یا ۲ سال دوران نمایندگی مجلس نمایندگان به پایان برسد یا ۲ سالِ یکی از دسته‌های سناتورها تمام شود.

## کمیته‌ها
مجلس سنا دارای ۱۶ کمیتهٔ اصلی و ۶۸ کمیتهٔ فرعی و مجلس نمایندگان دارای ۱۵ کمیتهٔ اصلی و حدود ۹۰ کمیتهٔ فرعی هستند. پنج کمیته هم مشترک است که در آن‌ها از هر دو مجلس نمایندگانی وجود دارد. کمیته‌های مشترک، نقشی در قانون‌گذاری ندارند و بیشتر کار نظارتی می‌کنند. در جدول زیر، فهرست کمیته‌های اصلی، مشترک و ویژهٔ کنگره را می‌بینید.
| ردیف | کمیته‌هایی که در هر دو مجلس وجود دارند | کمیته‌های اختصاصی سنا                 | کمیته‌های اختصاصی مجلس نمایندگان                       | کمیته‌های مشترک و ویژه |
| ---- | ------------------------------------- | ------------------------------------ | ----------------------------------------------------- | --- |
| ۱    | کمیتهٔ نیروهای مسلح                    | کمیتهٔ حمل و نقل، علوم و تجارت        | کمیتهٔ فناوری، فضا و علوم                              | کمیسیون امنیت و همکاری در اروپا |
| ۲    | کمیتهٔ تخصیص                           | کمیتهٔ بانکداری، خانه‌سازی و امور شهری | کمیتهٔ شهرسازی                                         | کمیتهٔ مشترک چاپ |
| ۳    | کمیتهٔ امور کهنه‌کاران ارتش             | کمیتهٔ انرژی و منابع طبیعی            | کمیتهٔ منابع طبیعی                                     | کمیتهٔ مشترک مالیات‌گذاری |
| ۴    | کمیتهٔ روابط خارجی                     | کمیتهٔ محیطی و امور عام‌المنفعه        | کمیتهٔ اخلاقیات                                        | کمیتهٔ مشترک کتابخانهٔ کنگره |
| ۵    | کمیتهٔ بودجه                           | کمیتهٔ مالی                           | کمیتهٔ خدمات مالی                                      | کمیتهٔ مشترک اقتصادی |
| ۶    | کمیتهٔ قضایی                           | کمیتهٔ امنیت داخلی و امور دولتی       | کمیتهٔ امنیت داخلی                                     | کمیتهٔ امور هند (کمیتهٔ ویژ و منتخبِ ۴۱۱مین مجلس سنا - غیردائمی، غیرمشترک)                                                                                                   |
| ۷    |                                       | کمیتهٔ بهداشت، کار و امور بازنشستگی   | کمیتهٔ آموزش و نیروی کار                               | کمیتهٔ امور اخلاقی (کمیتهٔ ویژه و منتخبِ ۱۱۴مین مجلس سنا - غیردائمی، غیرمشترک)                                                                                               |
| ۸    |                                       | کمیتهٔ قوانین و اجرا                  | کمیتهٔ قوانین                                          | کمیتهٔ امور اطلاعاتی (کمیتهٔ ویژ و منتخبِ ۱۱۴مین مجلس سنا - غیردائمی، غیرمشترک)                                                                                              |
| ۹    |                                       | کمیتهٔ شرکت‌های تجاری کوچک             | کمیتهٔ تجارت کوچک                                      | کمیتهٔ امور سالخوردگان (کمیتهٔ ویژه و منتخبِ ۱۱۴مین مجلس سنا - غیردائمی، غیرمشترک)                                                                                           |
| ۱۰   |                                       | کمیتهٔ جنگلداری، تغذیه و کشاورزی      | کمیتهٔ کشاورزی                                         | کمیتهٔ کنفرانس: کمیته‌ای که درصورت وجود مغایرت بین مصوبهٔ مجلس سنا با مصوبهٔ مجلس نمایندگان، جهت یکسان‌سازی مصوبه‌ها، با حضور قسمتی از اعضای سنا و مجلس نمایندگان تشکیل می‌گردد. |
| ۱۱   |                                       |                                      | کمیتهٔ انرژی و تجارت                                   | |
| ۱۲   |                                       |                                      | کمیتهٔ نظارت و اصلاحات دولتی                           | |
| ۱۳   |                                       |                                      | کمیتهٔ زیرساخت‌ها و حمل و نقل                           | |
| ۱۴   |                                       |                                      | کمیتهٔ اطلاعات                                         | |
| ۱۵   |                                       |                                      | کمیتهٔ ابزارها و روش‌ها                                 | |
| ۱۶   |                                       |                                      | 'کمیته‌های بررسی صلاحیت نامزدان ریاست‌جمهوری'(غیردائمی) | |

کمیته‌های روابط خارجی، امنیت داخلی، بانکداری، اطلاعات و نیروهای مسلح، پنج کمیتهٔ اصلی کنگره‌اند.
گزینش اعضای کمیته‌ها به شکلی است که اکثریت اعضای هر کمیته، برابر با حزب اکثریت مجلس باشد. هر یک از طرفین، اعضای کمیته‌های اصلی را تعیین می‌کنند کمیته‌های اصلی، علاوه بر تشکیل جلسات منظم خود، اعضای خود را میان کمیته‌های فرعیِ زیرمجموعهٔ خود تقسیم می‌کنند تا به‌طور تخصصی به قسمتی از کارهای کمیته‌های اصلی رسیدگی کنند. هزاران لایحه و قطعنامه هرساله به کنگره ارائه می‌شود؛ ولی در نهایت کمیته‌ها تنها چند تای آن‌ها را به جلسات اصلی مجالس می‌فرستند.
مهم‌ترین اهرم کمیته‌ها برای بررسی مسائل، برگزاری جلسات استماع است. در کمیته‌ها انواع جلسات استماع برگزار می‌شود؛ از جمله:
- جلسات استماع تقنینی (جلساتی که جهت دریافت نظرات نهادها و سازمان‌های مردم‌نهاد برای بررسی لوایح تشکیل می‌شوند)
- جلسات استماع نظارتی
- جلسات استماع تحقیقاتی
- جلسات استماع انتصابی
- جلسات استماع میدانی

از جمله مسائلی که بررسی لوایح در کمیته‌ها را تحت تأثیر قرار می‌دهند؛ لابی‌گری می‌باشد. در جلسات تنقیحی کمیته‌هاست که بروز و ظهور لابی‌گری پارلمانی در لایه‌های تودرتو دنبال می‌شود. در واقع کمیته‌ها می‌توانند به مجمعی برای تضارب فکری کانون‌های قدرت، لابی‌ها و نهادهای پژوهشی تبدیل شود. یکی دیگر از عناصر اثرگذار، نمایندگان شاخص و رؤسای کمیته‌ها می‌باشند که می‌توانند با استفاده از موقعیت پارلمانی خود [مثلاً ادارهٔ خاص جلسات]، فضای حاکم بر جلسات را تحت تأثیر قرار دهند. از عناصر اثرگذار دیگر در قانون‌گذاری، رایزنی رئیس‌جمهور با همتایان حزبی خود می‌باشد. منافع حزبی نیز ممکن است منجر به بروز تغییرات در لوایح، به نفع حزب اکثریت شود.
معمولاً در جلسات کمیته‌ها، خبرنگاران حضور دارند و شبکه‌های مختلف تلویزیونی کابلی و ماهواره‌ای، متناسب با طبقه‌بندی لوایح، جلسات استماع را به‌طور مستقیم یا با تأخیر پخش می‌کنند.

## حمله به کنگره
در ۷ ژانویه در حالی که رئیس‌جمهور سابق ترامپ در حال سخنرانی خود به نام حفظ آمریکا بود؛طرفداران وی به کاخ کاپیتول حمله کرده و آن را به تسخیر خود در آوردند.

## نگارخانه

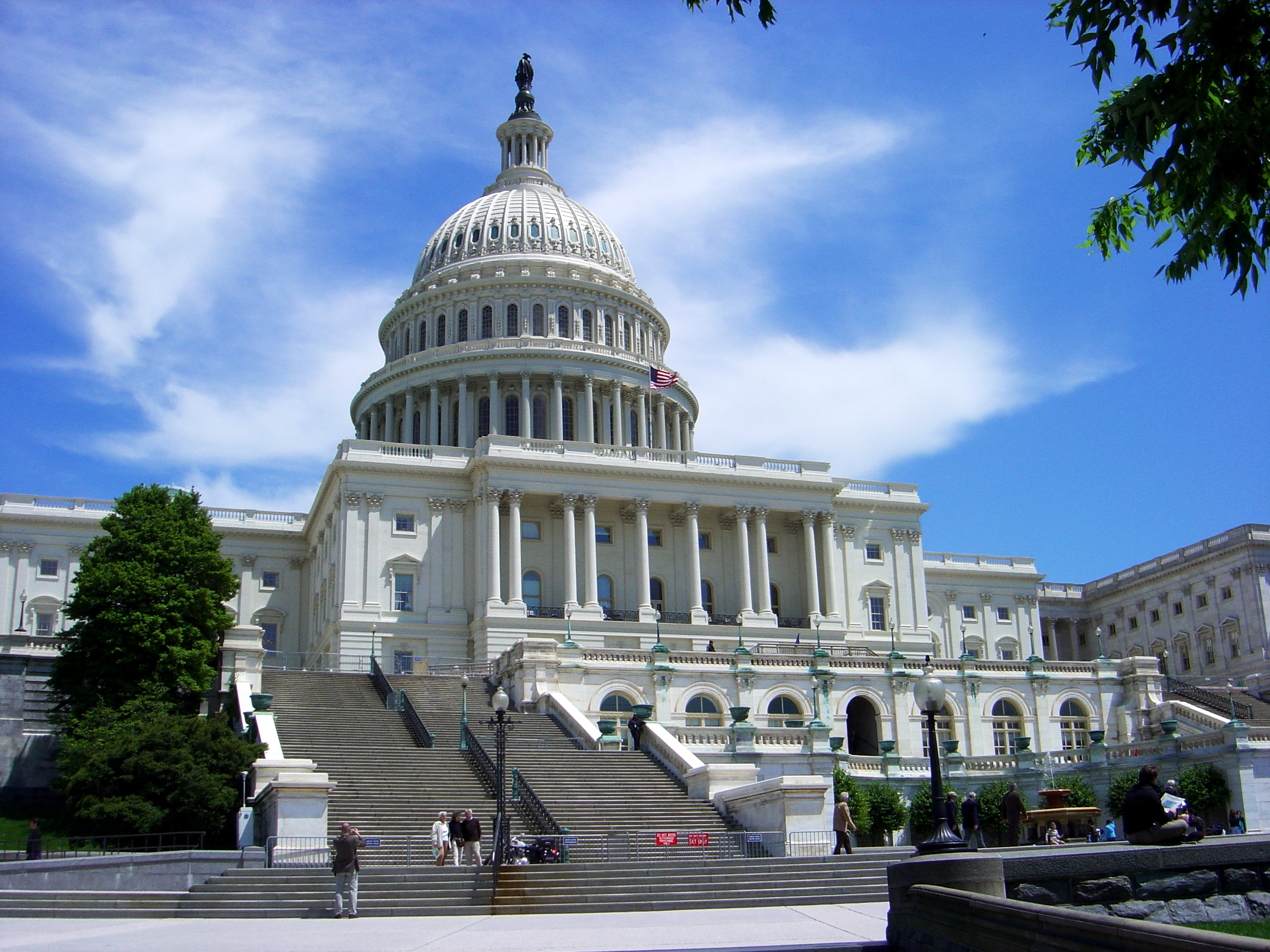
نمای اصلی ساختمان کاپیتول
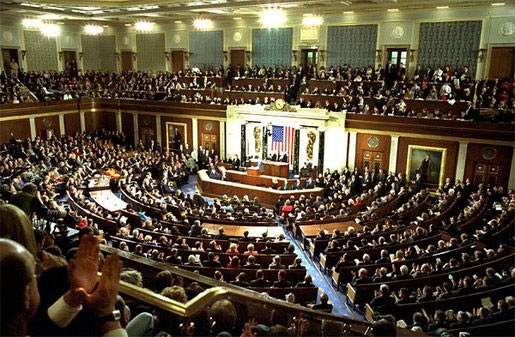
نطق ریاست‌جمهوری به کنگرهٔ نمایندگان
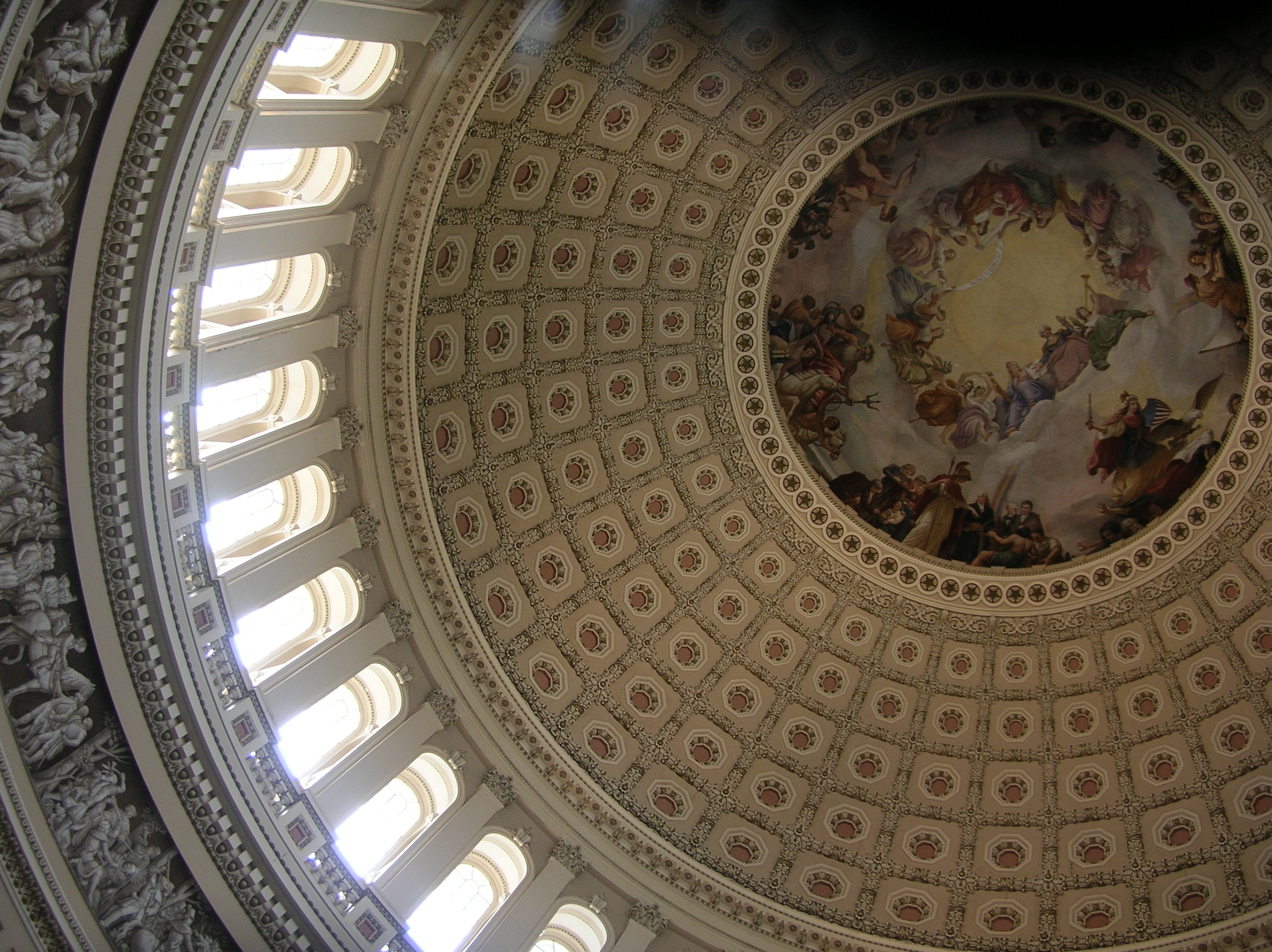
نمای داخل گنبد دوجداره

## وظایف کنگرهٔ ایالات متحدهٔ آمریکا
- قانون‌گذاری
- تصویب بودجهٔ دولت
- اعلان جنگ
- تصویب پیمان‌های خارجی
- تأیید مقامات دولتی
- تأیید قضات دیوان عالی فدرال ایالات متحده آمریکا
- استیضاح رئیس‌جمهور (روند استیضاح در ایالات متحده آمریکا)
- ابطال وتوی رئیس‌جمهور (وتوی مصوبات کنگره ایالات متحده آمریکا)